# Leichtathletik-Europameisterschaften 2022/20 km Gehen der Männer

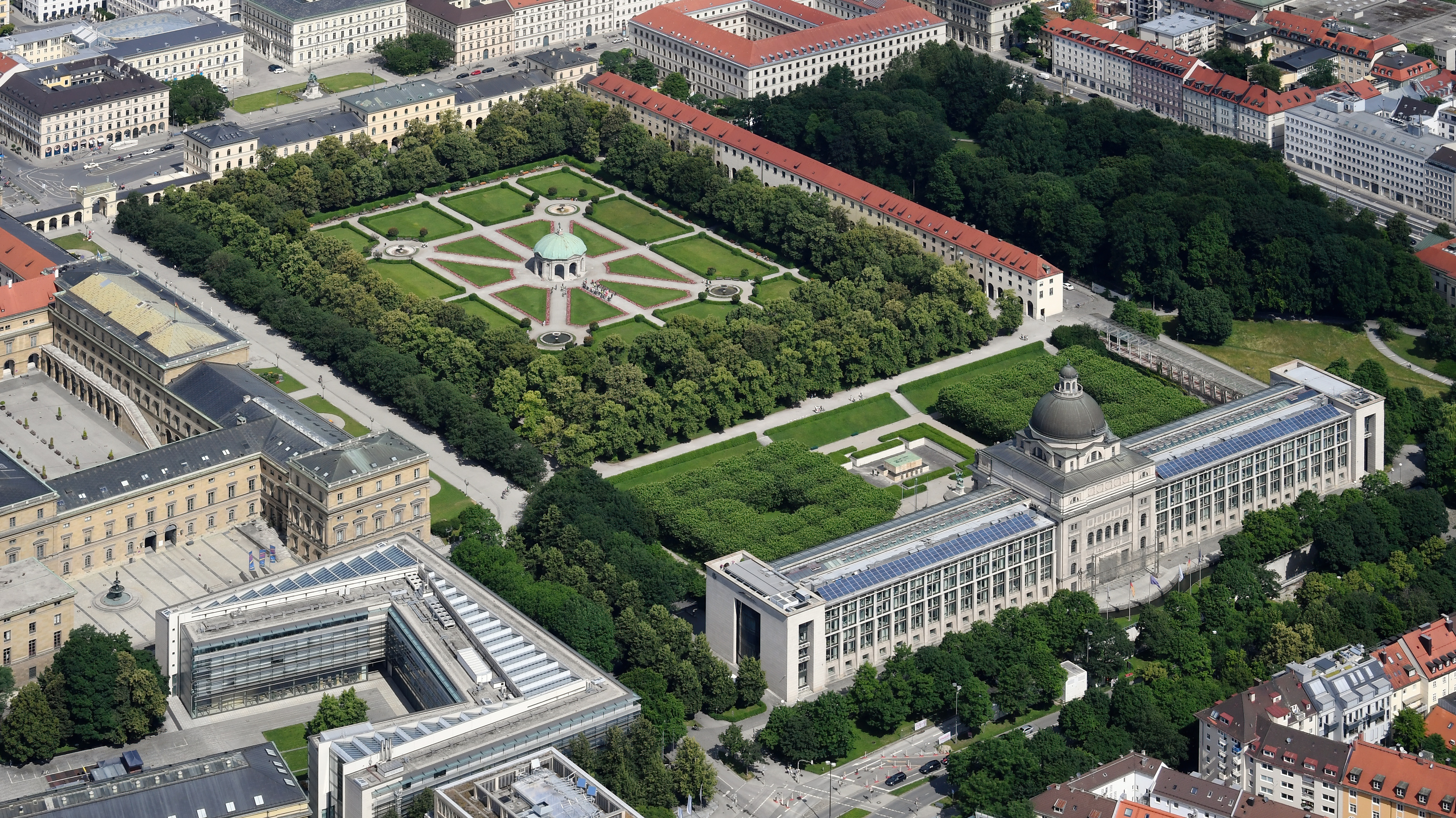
Der Hofgarten München im Jahr 2021

Das 20-km-Gehen der Männer bei den Leichtathletik-Europameisterschaften 2022 wurde am 20. August 2022 auf einem Rundkurs in der deutschen Stadt München ausgetragen. Start und Ziel lagen vor dem Hofgarten.
Mit Gold und Bronze errangen die Geher aus Spanien in diesem Wettbewerb zwei Medaillen. Europameister wurde Titelverteidiger Álvaro Martín. Er gewann vor dem Schweden Perseus Karlström, der bei Weltmeisterschaften im Gehen bereits drei Bronzemedaillen gewonnen hatte (20 km: 2019 und 2022 / 50 km: 2022). Hier ging Bronze an den EM-Zweiten von 2018 Diego García.

## Bestehende Rekorde
| Weltrekord                 | 1:16:36 h | Yūsuke Suzuki              | Nomi, Japan             | 15. März 2015  |
| Europarekord               | 1:17:02 h | Yohann Diniz               | Arles, Frankreich       | 8. März 2015   |
| Europameisterschaftsrekord | 1:18:37 h | Francisco Javier Fernández | EM München, Deutschland | 6. August 2002 |

Der bestehende EM-Rekord wurde bei diesen Europameisterschaften nicht erreicht. Die schnellste Zeit erzielte der spanische Europameister Álvaro Martín mit 1:19:11 h, womit er 34 Sekunden über dem Rekord blieb. Zum Europarekord fehlten ihm 2:09 Minuten, zum Weltrekord 2:35 Minuten.

## Durchführung
Hier gab es keine Vorrunde, alle 29 Geher traten gemeinsam zum Wettbewerb an.

## Legende
Kurze Übersicht zur Bedeutung der Symbolik – so üblicherweise auch in sonstigen Veröffentlichungen verwendet:
| DNF  | Wettkampf nicht beendet (did not finish) |
| DNS  | nicht am Start (did not start)           |
| DSQ  | disqualifiziert                          |
| Bod  | Verwarnung für Verlust des Bodenkontakts |
| Knie | Verwarnung für fehlende Kniestreckung    |
| IWR  | Internationale Wettkampfregeln           |
| TR   | Technische Regel                         |

## Ergebnis

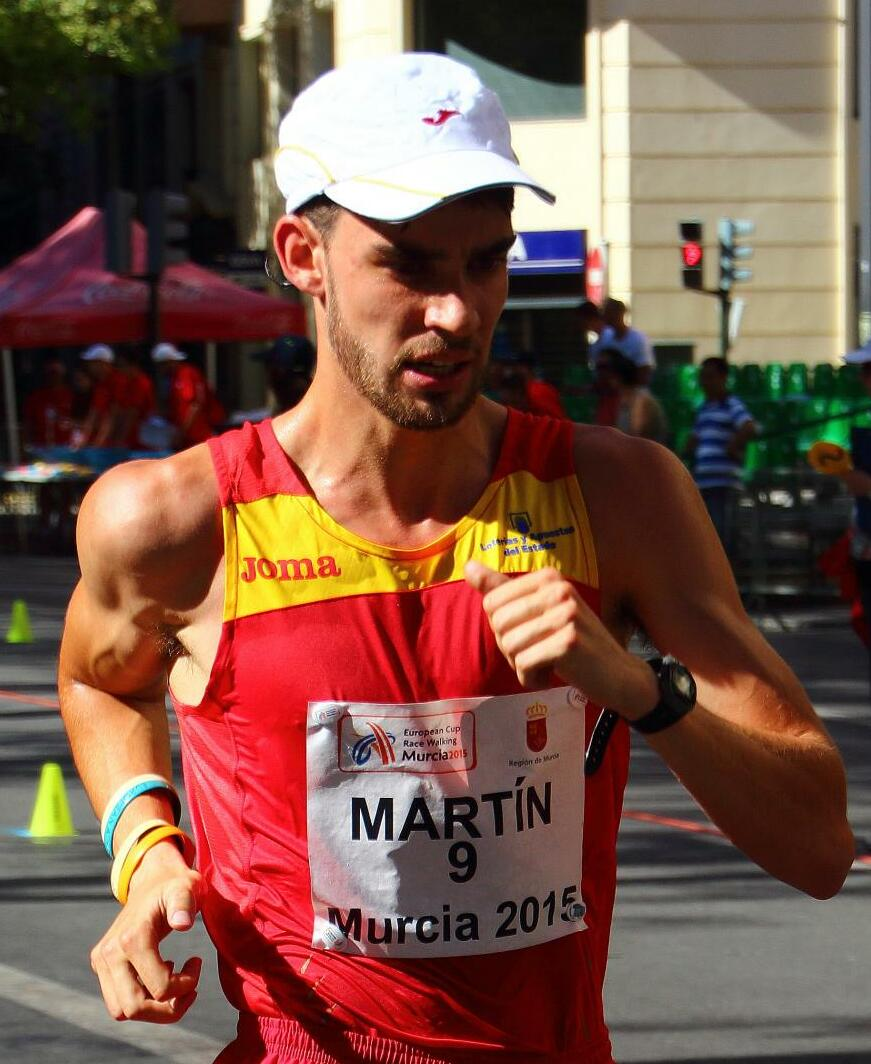
Erneuter Sieg für Titelverteidiger Álvaro Martín

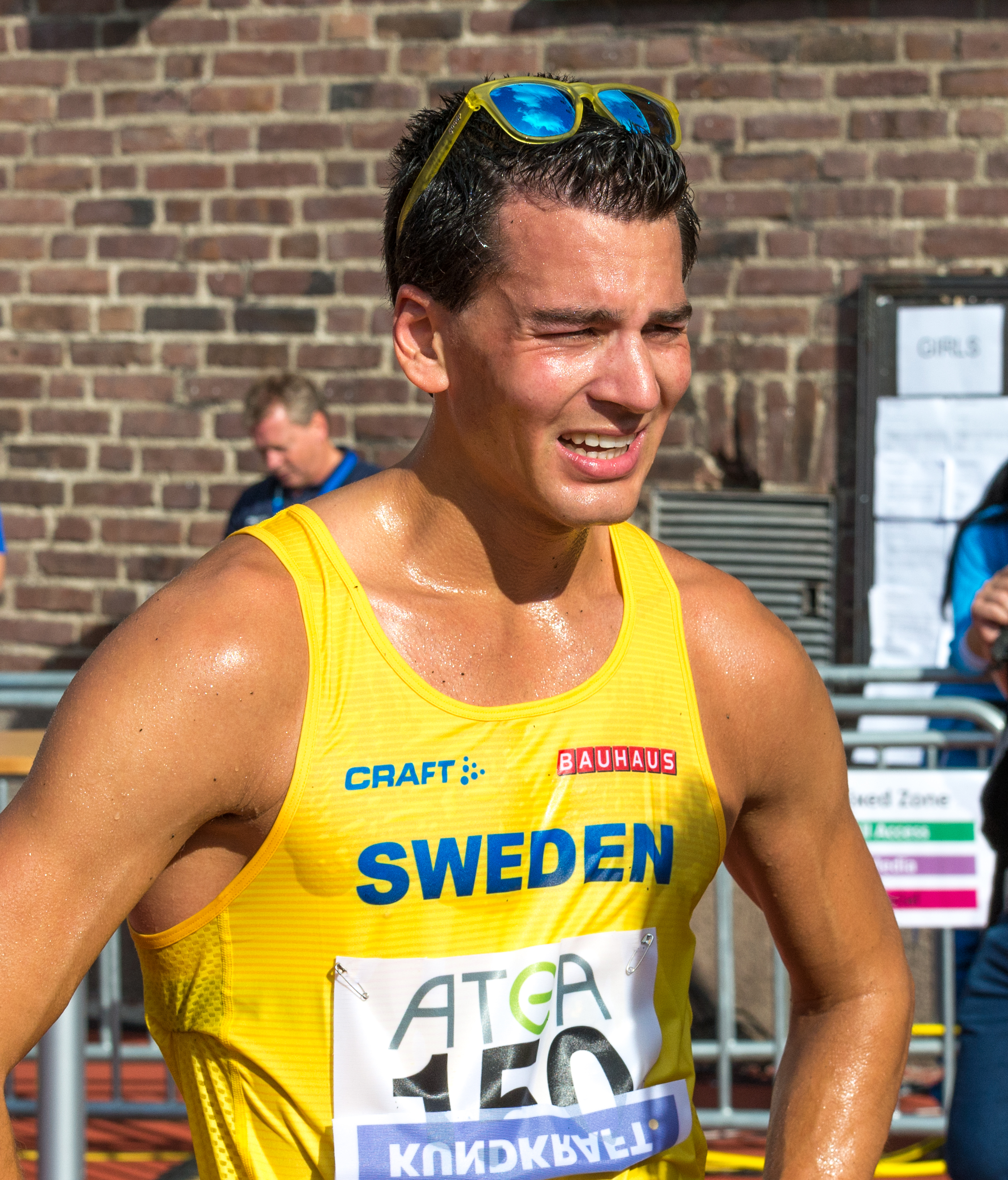
Vizeeuropameister Perseus Karlström

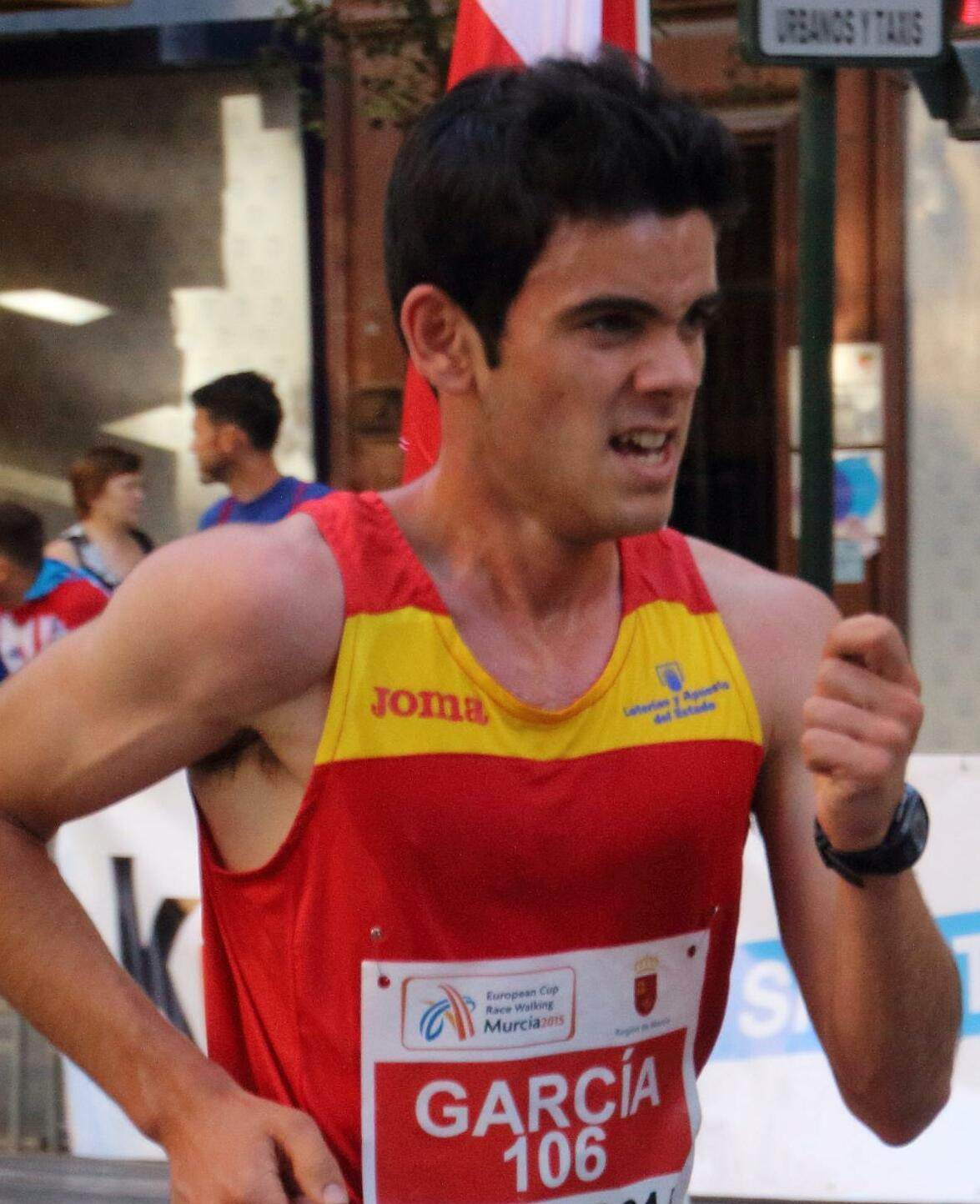
Bronzemedaillengewinner Diego García

20. August 2022, 8:30 Uhr MESZ
| Platz | Name                | Nation         | Verwarnungen    | Zeit (h)                                        |
| ----- | ------------------- | -------------- | --------------- | ----------------------------------------------- |
| 1     | Álvaro Martín       | Spanien        | Bod/Bod         | 1:19:11                                         |
| 2     | Perseus Karlström   | Schweden       |                 | 1:19:23                                         |
| 3     | Diego García        | Spanien        | Bod             | 1:19:45                                         |
| 4     | Alberto Anezcua     | Spanien        | Bod/Bod         | 1:20:00                                         |
| 5     | Francesco Fortunato | Italien        |                 | 1:20:06                                         |
| 6     | Kévin Campion       | Frankreich     | Bod/Bod         | 1:20:47                                         |
| 7     | Salih Korkmaz       | Türkei         | Bod/Bod         | 1:20:50                                         |
| 8     | Massimo Stano       | Italien        |                 | 1:21:18                                         |
| 9     | Leo Köpp            | Deutschland    |                 | 1:21:36                                         |
| 10    | Andrea Cosi         | Italien        |                 | 1:22:18                                         |
| 11    | Iván López          | Spanien        | Bod             | 1:22:55                                         |
| 12    | Marius Žiūkas       | Litauen        | Knie            | 1:24:58                                         |
| 13    | Joni Hava           | Finnland       | Knie/Bod/Knie   | 1:25:32                                         |
| 14    | Dominik Černý       | Slowakei       | Knie            | 1:25:38                                         |
| 15    | Wiktor Schumik      | Ukraine        | Bod             | 1:25:51                                         |
| 16    | Arturas Mastianica  | Litauen        | Bod             | 1:25:54                                         |
| 17    | Jerry Jokinen       | Finnland       |                 | 1:26:11                                         |
| 18    | Iwan Lossew         | Ukraine        |                 | 1:27:10                                         |
| 19    | Gabriel Bordier     | Frankreich     | Bod/Bod/Bod     | 1:28:11                                         |
| 20    | Karl Junghannß      | Deutschland    | Bod/Knie/Knie   | 1:28:21                                         |
| 21    | Helder Santos       | Portugal       | Knie/Knie       | 1:28:43                                         |
| 22    | Serhiy Svitlychniy  | Ukraine        |                 | 1:28:51                                         |
| 23    | Raivo Saulgriezis   | Lettland       | Bod/Knie        | 1:29:24                                         |
| 24    | Jaakko Määttänen    | Finnland       | Knie/Knie/Bod   | 1:29:38 IWR 230, TR54.10.8 – Verpflegungsfehler |
| 25    | Paulo Martins       | Portugal       |                 | 1:31:09                                         |
| DNF   | Abdulselam İmük     | Türkei         | Knie            |                                                 |
| DSQ   | Nils Brembach       | Deutschland    | Bod/Bod/Bod/Bod | IWR 230, TR54.7.5 – Disqualifikation            |
| DSQ   | Şahin Şenoduncu     | Türkei         | Bod/Bod/Bod/Bod | IWR 230, TR54.7.5 – Disqualifikation            |
| DSQ   | Callum Wilkinson    | Großbritannien | Bod/Bod/Bod/Bod | IWR 230, TR54.7.5 – Disqualifikation            |
| DNS   | João Vieira         | Portugal       |                 |                                                 |

| Zwischenzeiten | Zwischenzeiten | Zwischenzeiten | Zwischenzeiten |
| Marke          | Zwischenzeit   | Führende(r) | 2-km-Zeit      |
| -------------- | -------------- | --- | -------------- |
| 2 km           | 8:09 min       | Alberto Anezcua mit 14köpfiger Führungsgruppe | 8:09 min       |
| 4 km           | 16:19 min      | Alberto Anezcua mit 14köpfiger Führungsgruppe | 8:10 min       |
| 6 km           | 24:17 min      | Alberto Anezcua mit 14köpfiger Führungsgruppe | 7:58 min       |
| 8 km           | 32:16 min      | Salih Korkmaz / 12köpfige Verfolgergruppe – 3 s zurück                                                                                              | 7:59 min       |
| 10 km          | 40:16 min      | Kévin Campion mit 8-köpfiger Führungsgruppe | 8:00 min       |
| 12 km          | 48:16 min      | Karlström, Martín, Stano, García, Fortunato, Campion, Korkmaz, Anezcua / Köpp – 36 s zurück                                                         | 8:00 min       |
| 14 km          | 56:05 min      | García, Martín, Karlström / Korkmaz – 5 s zur. / Fortunato, Stano, Anezcua – 9 s zur. / Köpp – 59 s zur.                                            | 7:49 min       |
| 16 km          | 1:03:39 h000   | Martín / García – 5 s zur. / Karlström – 7 s zur. / Korkmaz, Anezcua. Fortunato – 34 s zur. / Stano – 48 s zur. / Campion – 54 s zur.               | 7:32 min       |
| 18 km          | 1:11:22 h000   | Martín / Karlström – 11 s zur. / García 36 s zur. / Anezcua – 44 s zur. / Fortunato – 52 s zur. / Korkmaz – 1:08 min zur. / Campion – 1:19 min zur. | 7:43 min       |
| 20 km          | 1:19:11 h000   | Álvaro Martín | 7:49 min       |

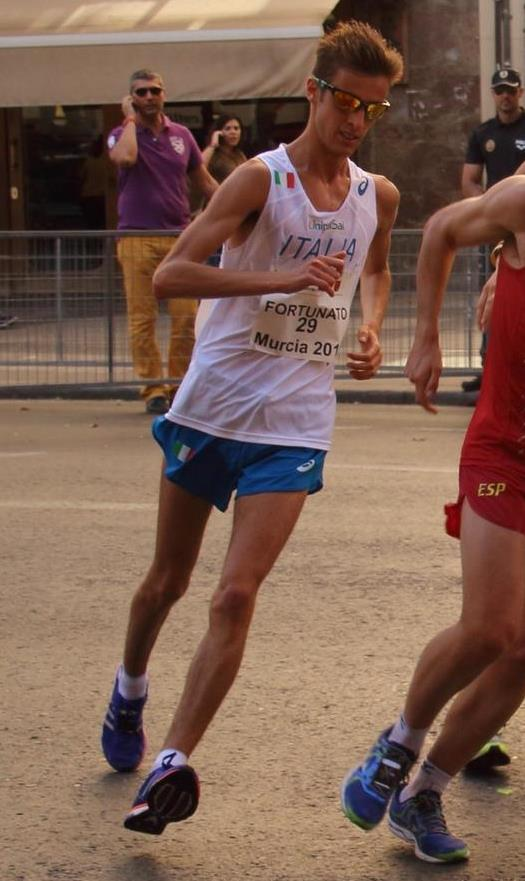
Francesco Fortunato kam auf den fünften Platz
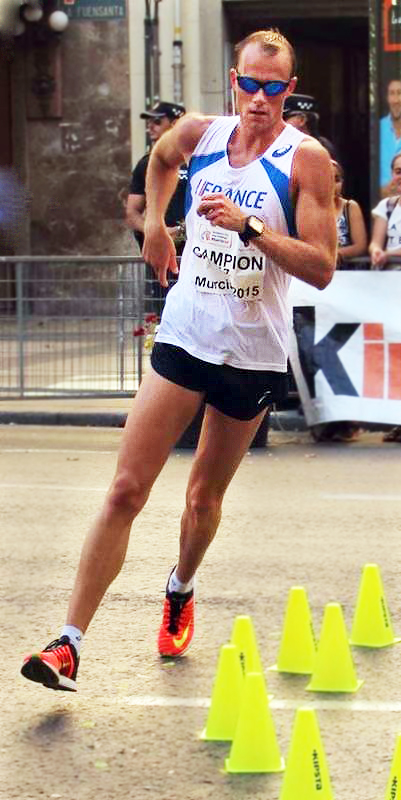
Kévin Campion belegte Rang sechs
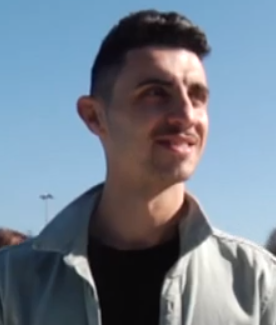
Der achtplatzierte Massimo Stano
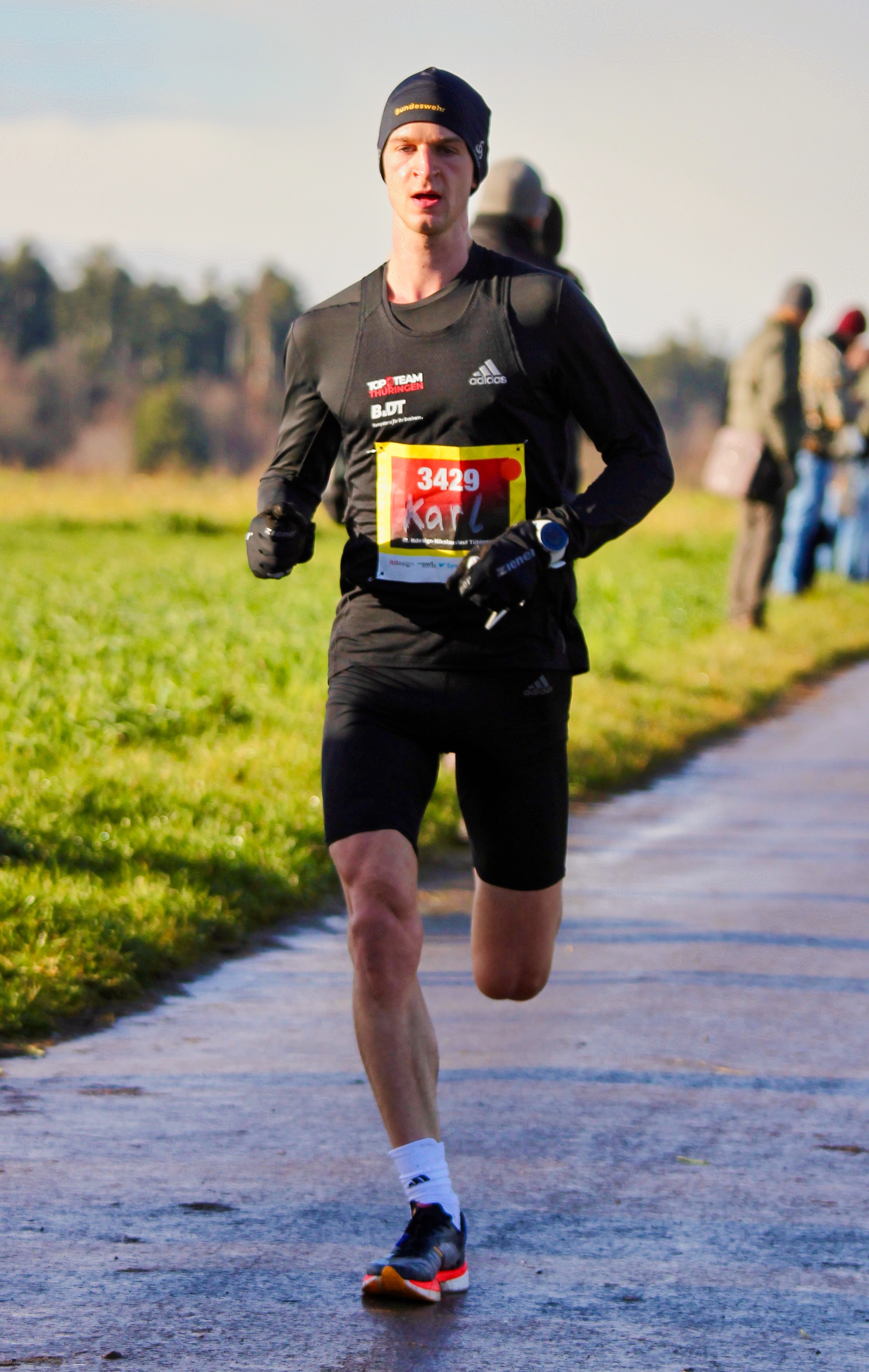
Karl Junghannß (hier bei einem Laufwettbewerb) erreichte Platz zwanzig

## Video
- Men's 20KM race walk EM-München 2022, youtube.com, abgerufen am 6. April 2023